# 易通電
易通電有限公司，簡稱易通電（英語：Easycall Limited），是在2013年，由多名投資者於香港（當時總部）成立。當時主要經營提供流動虛擬網絡營辦商服務。

易通電標誌

2016年3月14日，易通電因為經營困難而結業，有排檔東主吳先生稱，已損失2000港元。而通訊局發出通知用戶停止所有產品使用。
2016年4月14日，香港海關正式檢控該公司罪行，原因是提供載有虛假商品說明的本地預付電話卡因而違反《商品說明條例》（第362章）第7A條的9項控罪全部成立，須罰款45000港元。